# Чайка-2М
«Чайка-2М» — советский шкальный полуформатный фотоаппарат. Четвёртая модель из одноимённого семейства.
Выпускался в 1971—1973 годах Минским механическим заводом имени С. И. Вавилова (Белорусское оптико-механическое объединение).
Основное отличие от «Чайки-3» — отсутствие экспонометра.
«Чаек» модели 2М выпущено 351.000 экз.

## Технические характеристики
- Тип — шкальный полуформатный фотоаппарат[2].
- Тип применяемого фотоматериала — плёнка типа 135 в стандартных кассетах.
- Размер кадра — 18×24 мм.
- Корпус — металлический, с откидной задней стенкой.
- Взвод затвора и перемотка плёнки — курком на нижней панели, несъёмная приёмная катушка.
- Спусковая кнопка на передней панели камеры, резьба под спусковой тросик отсутствует.
- Объектив — «Индустар-69» 2,8/28[3], съёмный, крепление резьбовое М39×1, однако рабочий отрезок 27,5 мм, а не 28,8 мм. Диаметр резьбы под светофильтр — М22,5×0,5 мм.

Причина появления съёмного объектива на полуформатном фотоаппарате неизвестна, сменная оптика не выпускалась, планировалось ли производство — неизвестно. Объективы от дальномерных камер «ФЭД» и «Зоркий» к «Чайкам» (и наоборот) не подходят (кольцо толкателя рычага дальномера на объективе упирается в диск, за которым размещаются детали центрального затвора).
- Фотографический затвор — центральный залинзовый, пятилепестковый, значения выдержек от 1/30 до 1/250 с и ручная[3].
- Синхроконтакт «X», на «Чайке-2М» имеется обойма для крепления фотовспышки.
- Наводка на резкость по шкале расстояний.
- Видоискатель оптический телескопический с увеличением 0,45×[2].
- Обратная перемотка плёнки головкой на нижней панели, разблокировка транспортирующего зубчатого валика происходит отдельной кнопкой. Счётчик кадров самосбрасывающийся.
- Резьба штативного гнезда 1/4 дюйма.

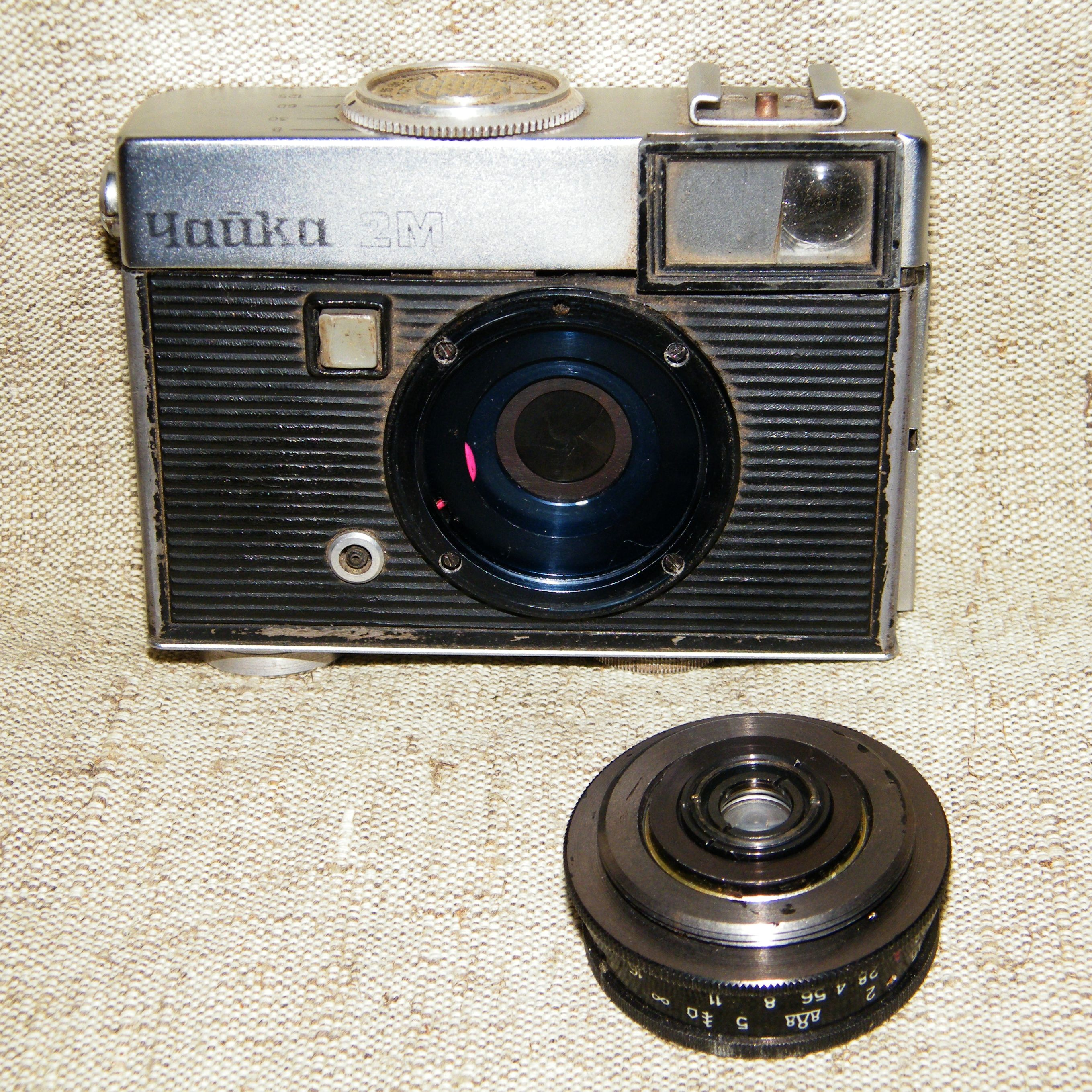
«Чайка-2М» со снятым объективом
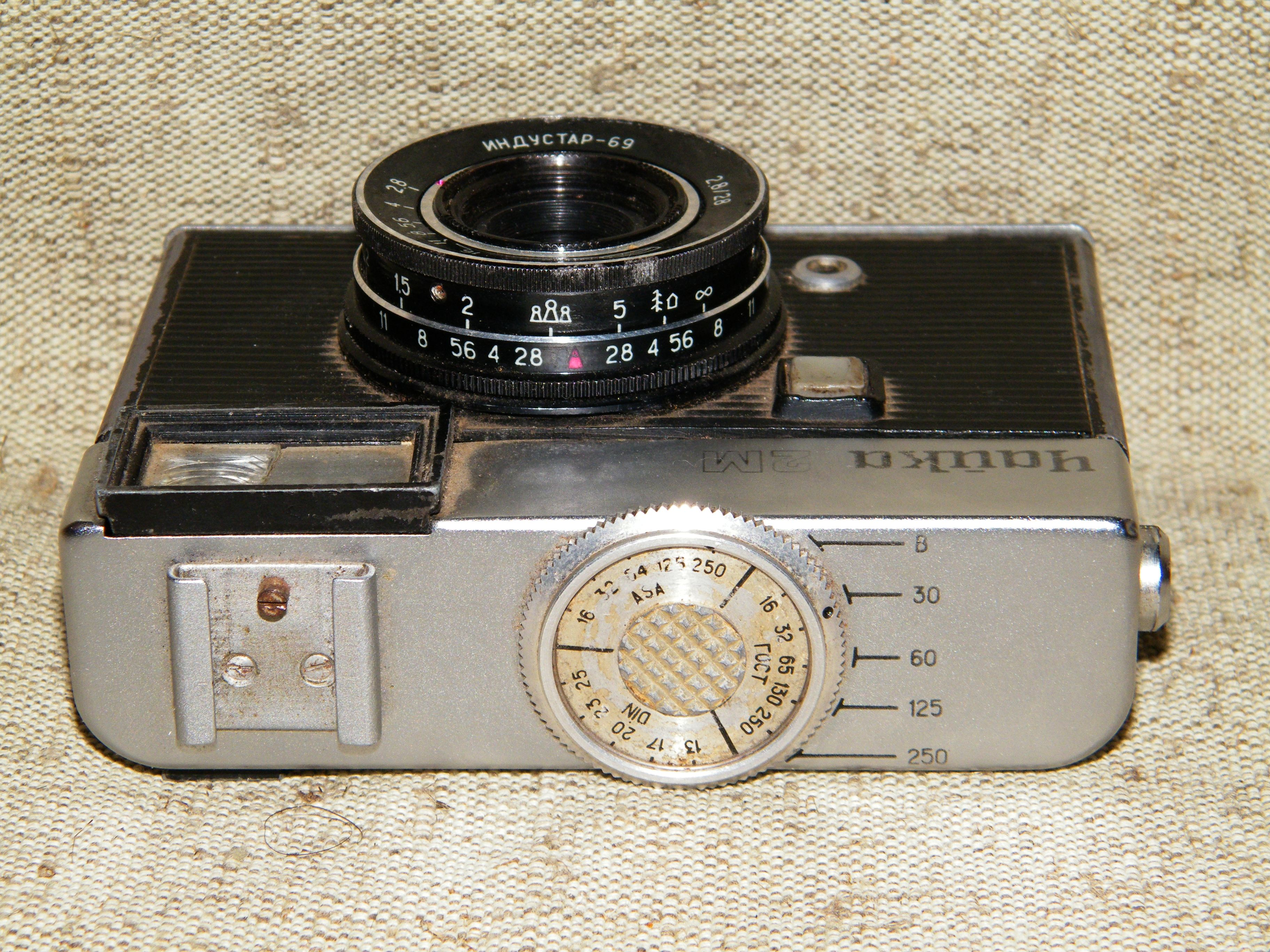
Верхняя панель
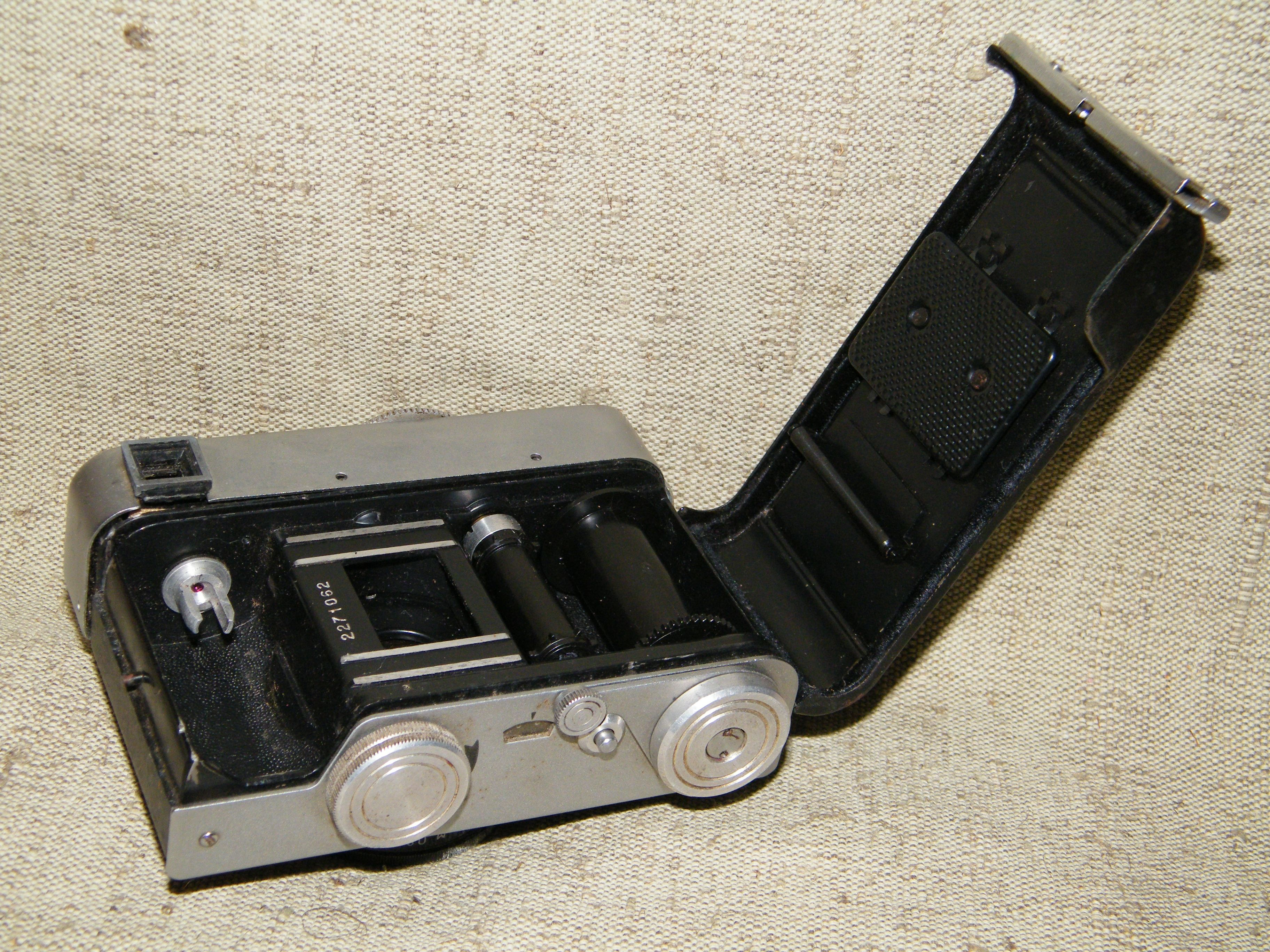
Задняя стенка открыта